# マドラサ
マドラサ（正則アラビア語：مدرسة, madrasa）とは、イスラーム世界における学院。元々は単純にアラビア語で「学ぶ場所、学校」を意味するだけだったが、11世紀に制度的に確立し、イスラーム世界の高等教育機関として広く普及した。モスクと併設される場合も多く、一般に寄進財産で運営される。近代の世俗教育の普及によって、イスラム教神学校として宗教教育の専門機関となった。

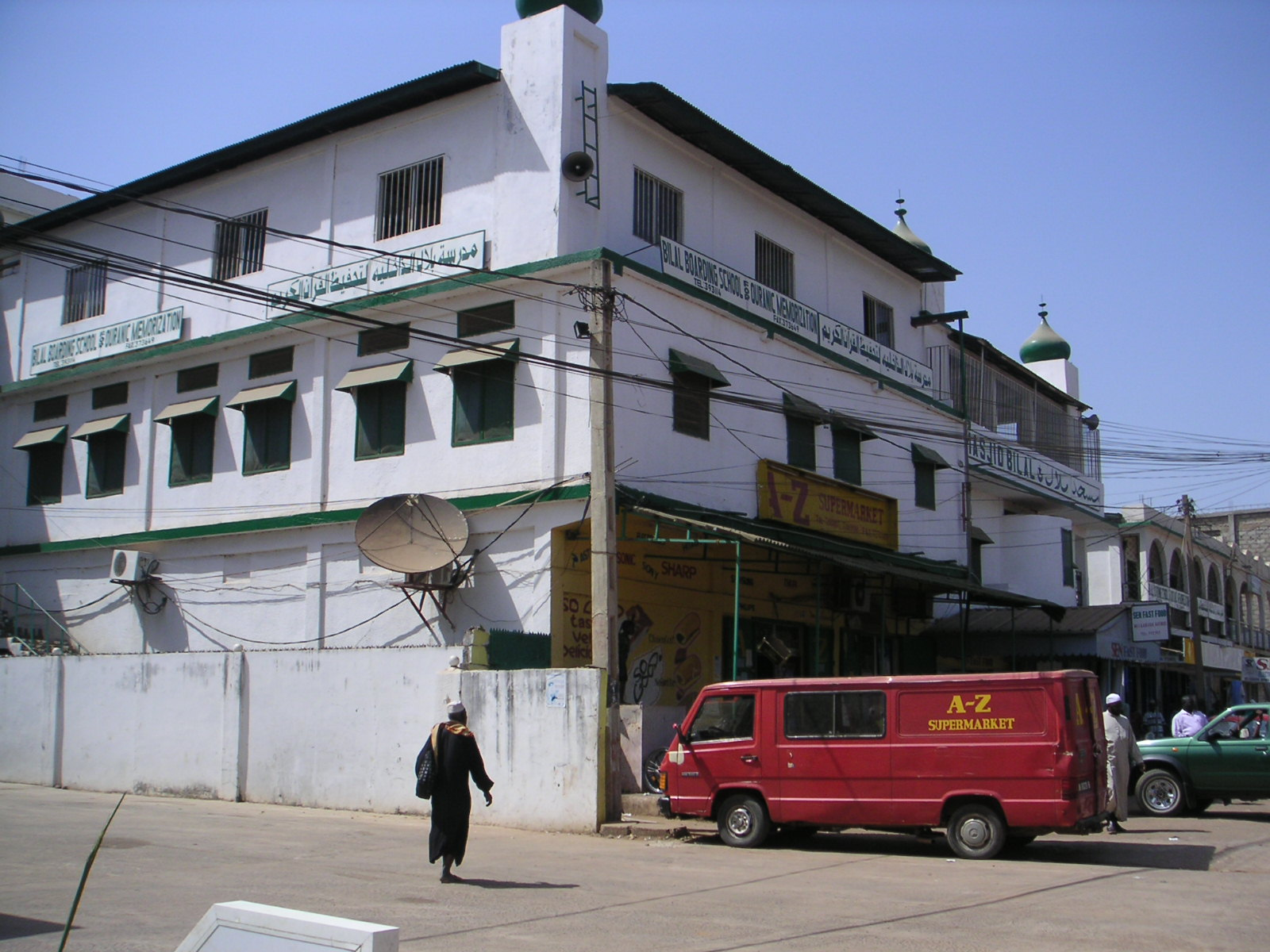
ガンビアのマドラサを中心とする宗教複合施設

## 概要

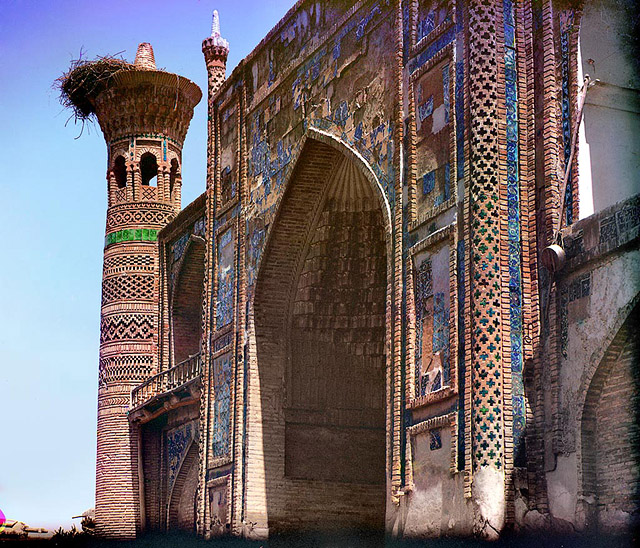
サマルカンドのウルグ・ベグ・マドラサ。1910年ころ

「マドラサ」という語は、もともと「学校」「学ぶ場」という意味で、アラビア語以外にも、ウルドゥー語・ペルシア語・トルコ語・クルド語・インドネシア語・マレー語・ボスニア語などアラビア語の影響を受けた諸言語にも語彙として存在する。語源はアラビア語で「学ぶ」を意味する動詞「ダラサ」（درس）である。アラビア語では、もともと「マドラサ（ مدرسة ）」には、運営形態・宗教性の有無などに関係なく「学校」という意味しかない。現代アラビア語でも、「マドラサ」は宗教性の有無に関係なく「学校」の訳語として用いられており、したがって小学校・中学校・高等学校は全て「マドラサ」の範疇に入る。ヘブライ語の "midrasha" も、「学ぶ場」という意味をもっている。
一般的に、政府が市民にひろく教育の機会を提供できない場合には、私立の宗教組織が代わりにこの需要と供給の不均衡を埋める傾向にあると言われている。つまり、日本流にいうところの「寺子屋」である。その結果、当該地域の教育システムは、教育機会を提供する宗教組織の宗教観に基づいたものとなりやすい。この点からいうと、マドラサは、カトリックの教区学校とか、正統派ユダヤ教のイェシーバーと同様の、ムスリムのためのイスラーム学校、ということになる。これらの教育組織はいずれも、基礎教育を提供すると同時に、自分たちの宗教の基礎を生徒に教えることを目的としている。
非宗教的な学校と同じように、マドラサの多くは女生徒の入学を認めているが、イスラーム社会の習慣にのっとり、通常は男女別学である。また大規模な女子だけのためのマドラサの例もある。
典型的なマドラサでは、二つの学習コースがある。
- 一つは「ヒフズ」コースで、クルアーンの暗記をするコースである（クルアーンを完全に暗記した人を「ハーフィズ」と呼ぶ）。
- もう一つはウラマー英文「'alim」コースで、専門的な学者を目指すコースである。

通常カリキュラムでは、アラビア語（古典アラビア語）、タフシール（クルアーンの解釈）、イスラム神学、イスラム哲学、シャリーア（イスラーム法）、イスラム法学および法解釈、ハディース（ムハンマドの言行録)、マンティク（論理学）、イスラーム史などが教えられる。
また、現代のマドラサにおいてはアラビア語文学、英語および外国語、簿記、プログラミング言語、科学、教養、世界史などの講義も行っている。
マドラサにはあらゆる年齢の人が入学でき、少なくない人数がイマームとなるために勉強を続ける。例えば、ウラマーの資格を得るためにはおよそ12年間の勉強が必要である。また、マドラサは、夕方の授業を開講し、寮が付属する点でイギリスの「カレッジ」にも似ている。マドラサの重要な役割の一つは、孤児や貧しい家庭の子供に教育・訓練の機会を提供することにある。

## 歴史
マドラサは、イスラーム世界の創成期からあった機関ではなかった。その起源は、ムスリムがモスクでイスラームの教義などを話し合ったことに由来するとされる。ムスリムたちは、このモスクでの対話を通じて、コーランやその教義について理解を深めた。その際に、講師役を務めて会合をまとめた人物が「シャイフ」（長老、老人を指すアラビア語、それが転じて集団の長を意味し、ウラマーやスーフィーを指すこともある）とみなされた。彼らは定期的に「マジュリス」（集会所、サロン、議会を指すアラビア語）と称される会合を開き、イスラーム諸学についての研鑽を積んだ。
イスラーム世界では、859年に設立された、モロッコ、フェズのアル＝カラウィーン大学が、世界最古のマドラサと考えられている。
10世紀より、ホラーサーン地方で各地の実力者によってマドラサが建設され、11世紀後半、セルジューク朝のワズィール（宰相）ニザームルムルクが、国家主導の公的な学術・教育機関としてマドラサを各都市に配置した。これらは、彼の名をとってニザーミーヤ学院と称され、スンナ派法学を中心として諸学の振興が図られた。（当時有力であったイスマーイール派（ニザール派）による活発な布教活動への対抗があったとも指摘される。のちにニザームルムルクは、イスマーイール派の一派に属する「暗殺教団」に殺害されたといわれる。）

## 主なマドラサ
- カラウィーイーン大学（アル＝カラウィーン学院）
- アル＝アズハル大学（アル＝アズハル学院）
- ニザーミーヤ学院
- ウルグ・ベク・マドラサ
- ダルル・ウルーム・ハッカニア・マドラサ（英語版） - パキスタン北西部にあるマドラサ。タリバンの指導者を多数輩出したことからジハード大学とも呼ばれる[2]。